# Gåsfrid Lukas
Gåsfrid Lukas (orig. Goostave Gander) är en seriefigur i Kalle Anka-serierna. En sällan sedd disneyskapelse som skapades av serietecknaren Don Rosa 1993, som dock inspirerades av Carl Barks privata anteckningar.

## Karaktärshistoria
Gåsfrid Lukas kan visseligen med rätta säga vara en skapelse av Don Rosa till dennes släktträd över Kalle Anka från 1993, men embryot till karaktären skapades långt tidigare.
I början av 1950-talet hade ankmästaren Carl Barks, för privat bruk, skissat upp ett enkelt släktträd (utan bilder) över Kalle och hans närmaste släktingar. Detta träd skulle 40 år senare bli det som Rosa hade som grund till sitt. Här finns noterad en Goosetave Gander som är gift med Joakim von Ankas syster och Kalles moster Matilda von Anka, och adoptivfar till Alexander Lukas. I Barks släktträd hade Alexanders biologiska föräldrar (en faster och farbror till Kalle) dött efter att ha ätit ihjäl sig på en gratispicknick (!), varpå Goosetave och Matilda adopterade den föräldralösa pojken. En trolig förklaring till varför Barks hade valt att inkludera denna något bisarra historia är att han ville ha Alexander som nära släkting (och därmed arvinge...) till Joakim, samtidigt som han i en serie från 1949 (Kappsegling över haven) uttryckligen sagt att Joakims var Alexanders morbrors svåger.
När Rosa 40 år senare arbetade fram sin version av anksläktens relationer valde han att stryka historien om Alexanders döda föräldrar, men behöll namnet adoptivfadern, som nu fick bli hans biologiske - och ende - far. Han ändrade dock stavningen på namnet, från Goosetave till Goostave, i svenska översättningen Gåsfrid.
Efter att Gåsfrid porträtterades i trädet har han dock inte använts igen, vare sig av Rosa eller någon annan, vilket alltså gör "Kalle Ankas släktträd" till det hittills enda riktiga uppträdande.

## Levnadsteckning

### Den vedertagna versionen
Gåsfrid Lukas är i Rosas släktträd gift med Doris Anka och far till Alexander Lukas. Detta gör honom till Kalle Ankas ingifte farbror.
Hittills har inte mycket avslöjats om Gåsfrids liv. Precis som sin hustru Doris torde han vara född på 1870-talet, eller möjligen senare delen av 1860-talet. Huruvida han är infödd ankeborgare som sin maka och son är än så länge inte känt. Hans moster, Ulla-Bella Svan, bodde dock i Ankeborgsområdet, så det ligger nära till hands att anta att även Gåsfrid är född däromkring. 
Någon gång mellan 1902 och 1920 träffade han och gifte sig med Doris Anka. Omkring 1920 föddes hans ende son, men vad som sedan hände med Gåsfrid är hittills inte avslöjat. Det faktum att han saknades vid en av sonens större födelsedagsfester i början av 1930-talet antyder dock att han vid det laget inte längre var i livet.

### Andra tolkningar
Undantaget den ovan återberättade historien om att Gåsfrid i Barks anteckningar sades vara gift med Matilda von Anka, och Alexanders adoptivfar - en historia som alltså bara existerade i Barks privata anteckningar - är Rosas version av Gåsfrids historia den i nuläget enda tolkningen.
Om en far till Alexander figurerat eller nämnts hos någon annan serieskapare är detta för närvarande inte känt. I det släktträd av Carl Barks som ovan nämns dock även Alexanders biologiske far (han som sägs ha ätit ihjäl sig) - Luke the Goose. Också detta namn behöll Rosa i sitt träd (dock utan ordet "the") men gav det åt pappan till Mårten Gås istället, en karaktär som på svenska kom att heta Gabriel Gås.